# Austrosignum incisa
Austrosignum incisa är en kräftdjursart som först beskrevs av Richardson 1908.  Austrosignum incisa ingår i släktet Austrosignum och familjen Paramunnidae. Inga underarter finns listade i Catalogue of Life.